# Alfred Jansa
Alfred Jansa von Tannenau, född 16 juli 1884 i Wien, död där 20 december 1963, var en österrikisk fältmarskalk.
Alfred Jansa, som vid första världskrigets utbrott var generalstabskapten, blev brigadchef 1930, var militärdelegat vid nedrustningskonferensen i Genève 1932, blev militärattaché i Tyskland och Schweiz 1933 och generalstabschef 1936. Efter Österrikes annektering 1938 måste Jansa, liksom ett flertal andra militärer, lämna sin befattning.